# Деспина Олимбију
Деспина Олимбију (грч. Δέσποινα Ολυμπίου; 17. октобар 1975), позната и као Дена Олимбију (грч. Δένα Ολυμπίου), популарна је кипарска певачица, која је у истој мери позната и у Грчкој, као и у својој земљи. Она је представљала Кипар на Песми Евровизије 2013. у Малмеу, Шведска. Није прошла у финале. Олимбију је рођена и одрасла у Лимасолу, Кипар, где је и направила прве музичке кораке. Преселила се у Лондон и ту уписала Тринити колеџ на којем је студирала клавир и теорију музике.

## 1992–2001: Почетак каријере
Музичку каријеру је почела градити 1992. Годину дана касније преселила се у Атину, Грчка, где је сарађивала са Јанисом Париосом. Олимбију је такође сарађивала са другим грчким музичким уметницима, укључујући Хариса Алексиоуа, Михалиса Хатзигианиса, Димитриса Митропаноса, Мимиса Плесаса, Панделиса Даласиноса и Мариоса Токаса.
Она се први пут појавила на Џорџ Сарином албуму Ftaine oi Aponoi Kairoi са песмом I kounia mas ("Наш Свинг"). Олимбију се такође појавила на албуму Emeis oi Ellines са песмом Pros rakosillektes kai sinodiporous и на Панделис Даласиносовом албуму Ap' tin Tilo os tin Thraki са четири песме.
Делфинин први албум, Ton Mation sou i Kalimera, обухвата музику Панделиса Даласиноса, Манолиа Лидакиа и Герасимоса Андреатоса.

## 2002–2006:Универзал Мјузик,иi
2002. године пресељава се у Универзал Мјузик.
Јуна 2003. године, Олимбију је започела сарадњу са Михалисом Хатзигианисом на ЦД синглу са Vale Mousiki-ом, музику је написао Хатзигианис, а текст Елена Врахали. Албум укључује дует са Хатзигианисом, Na 'soun allios, који је био врло успешан. Годину касније издаје и први ЦД, а наредне и други албум под називом Exoume Logo.
Године 2005, Олимбију издаје нови албум, Auto Ine Agapi (Ово је љубав), укључујући и дванаест песама које су написали Гиоргос и Александрос Пантелиа, осим једне песме коју је написала Лина Димопоулоу.

## 2007–2012:
У пролеће 2007. објавила је ЦД сингл Pes to Dinata, који је постигао велики успех на Кипру и у Грчкој. Касније издаје и албум Мази Xориста, поново у сарадљи са Михалисом, Еленом Врахали и Никосом Моратисиом. Албум је поново објављен у 2008, овај пут златном тиражу, а укључује и песме Pes to Dinata, Mazi Xorista и њен дует са Михалисом Хатзиганисом, O Paradisos (Den Ftiahtike Gia Mas). Садржао је и нову песму Omorfa Psemata.
У 2008. години, осваја награду МОД (Video Music Awards) за најбољи дует са песмом O Paradisos. Године 2010. објављује албум под називом Mia stigmi, који постаје један од најуспешних те године и добија Златну статуу на Кипру. У наредном периоду ствара још неколико сјајних песама: Pano stin agapi, велики летњи хит, Adynamia и баладу Mi m'agapas. Деспина 2012. сарађује са Стерео Мајком на новом сингл хиту, 'Den s' afino apo ta matia mou'. Дует је остварио велики успех и тако је Деспина по први пут успела без помоћи Михалиса Хатзиганиса.

## Песма Евровизије 2013.
Дана 23. јануара, Деспина Олибпију је интерно изабрана за представницу Кипра на Песми Евровизије 2013. године у Малмеу. Неколико дана касније, 1. фебруара, то је и потврдила Кипарска радио-телевизија. Песма је названа An me thymasai (Ако ме се сетиш) и на грчком је језику. Убрзо након тога, Деспина је снимила и шпанску верзију. Песмом је Олимбију наступила у првом полуфиналу 14. маја, али се није пласирала у финале.